# پاناسونیک لومیکس دی‌ام‌سی-جی۲
پاناسونیک لومیکس دی‌ام‌سی-جی۲ (به انگلیسی: Panasonic Lumix DMC-G2) یک دوربین عکاسی ساخت شرکت پاناسونیک است.